# Tetragnatha digitata
Tetragnatha digitata este o specie de păianjeni din genul Tetragnatha, familia Tetragnathidae, descrisă de O. P.-cambridge, 1899. Conform Catalogue of Life specia Tetragnatha digitata nu are subspecii cunoscute.